# 危機一髪!ラジオよひらけ!ハッピッピ
『危機一髪!ラジオよひらけ!ハッピッピ』（ききいっぱつ - ）は、ニッポン放送において、1974年10月から1975年3月及び1975年10月から1976年3月までの2期間に亘って、ナイター中継の無いナイターオフ期間中に月曜日から金曜日の平日夜の時間帯で放送されていたラジオ番組。
正式には、『（パーソナリティ名）危機一髪!ラジオよひらけ!ハッピッピ』というタイトル。
夜ワイドとしては、1975年4月にスタートした『大入りダイヤルまだ宵の口』の先駆け的番組ともなった。パーソナリティの内、せんだみつおはこの番組と『燃えよせんみつ足かけ二日大進撃』『サウンドサーカス』（日曜20:30）、愛川欽也は『欽欽乃欽欽学学教室』（日曜11:00）と同じニッポン放送で番組を掛け持ちしていた（愛川は当時は『パックインミュージック』（TBSラジオ）のパーソナリティとしても有名だった）。

## 放送時間
- 毎週月曜日 - 金曜日 20:00 - 22:00 （1974年10月 - 1975年3月 ＝第1期）
- 毎週月曜日 - 金曜日 19:30 - 21:25 （1975年10月 - 1976年3月 ＝第2期）

## パーソナリティ

### 第1期
- 月曜日:西郷輝彦
- 火曜日:愛川欽也
- 水曜日:鈴木ヒロミツ
- 木曜日:せんだみつお
- 金曜日:小野進也

### 第2期
- 月曜日:愛川欽也
- 火曜日:研ナオコ
- 水曜日:せんだみつお
- 木曜日:志賀正浩
- 金曜日:鈴木ヒロミツ

## 主なコーナー・内包番組
（）

1974年度
- うわさのオンライン
- ラジオ劇場「ベルサイユのばら」
- 現ナマに手を出せ （毎日1人、クイズの正解者に1万円が当たるコーナー。解答者は電話で募集[3]。）
- ラブ・とりっぷ
- 帰ってきた怪人二十面相
- 欽ちゃんのドンといってみよう! （1975年度は他の時間へ）
- 草笛光子のメルヘンS
- あなたが選ぶ新人歌謡選手権
- 飛び出せ!全国DJ諸君 （1975年度もこの番組内で放送）
- 受験生バンザイ! （1975年度もこの番組内で放送）

1975年度
- 歌謡曲ザックザック
- 噂のホットライン
- フォークヒット
- ビートルズ・フォーエバー
- 恋愛専科
- あいびきテレフォン
- 谷村新司 青春の詩